# Браун, Маркус (футболист)
 Маркус Александер Браун  (англ. Marcus Alexander Browne; род. 18 декабря 1997, Лондон) — английский футболист, полузащитник клуба «Уимблдон».

## Клубная карьера

### «Вест Хэм Юнайтед»
Начал заниматься футболом в возрасте 8 лет в Академии «Вест Хэм Юнайтед». В ноябре 2015 года подписал свой первый профессиональный контракт с клубом.
С 2015 года начал выступать за резервную команду «Вест Хэма» (до 23 лет), за которую провёл в общей сложности 45 матчей и забил 11 голов. 18 августа 2016 года дебютировал в первой команде, выйдя на замену вместо Гёкхана Торе в матче раунда плей-офф Лиги Европы против румынской «Астры» (1:1).
20 января 2017 года на правах аренды до конца сезона Браун перешёл в «Уиган Атлетик», но провёл в его составе всего одну игру — в Кубке Англии против «Манчестер Юнайтед» (0:4).

### Аренда в «Оксфорд Юнайтед»
24 июля 2018 года на правах сезонной аренды Маркус перешёл в клуб Лиги Один «Оксфорд Юнайтед». Дебютировал 11 августа в домашней встрече против «Флитвуд Таун» (0:2), а 14 августа в игре Кубка Лиги против «Ковентри Сити» забил свой первый гол на профессиональном уровне и помог своей команде одержать победу (2:0).
Всего, по итогам сезона 2018/19, Браун сыграл 44 матча, забив 9 голов и сделав 5 голевых передач. Летние предсезонные сборы-2019 он начинал с основным составом «Вест Хэма», но затем ему было позволено покинуть клуб. «Оксфорд» хотел выкупить полузащитника у «Вест Хэма», но проиграл конкуренцию другим клубам.

### «Мидлсбро»
26 июля 2019 года Браун подписал 4-летний контракт с клубом Чемпионшипа «Мидлсбро». Дебютировал 2 августа в матче 1-го тура чемпионата против «Лутон Таун» (3:3), выйдя на замену вместо Марвина Джонсона.